# Direito da Suécia

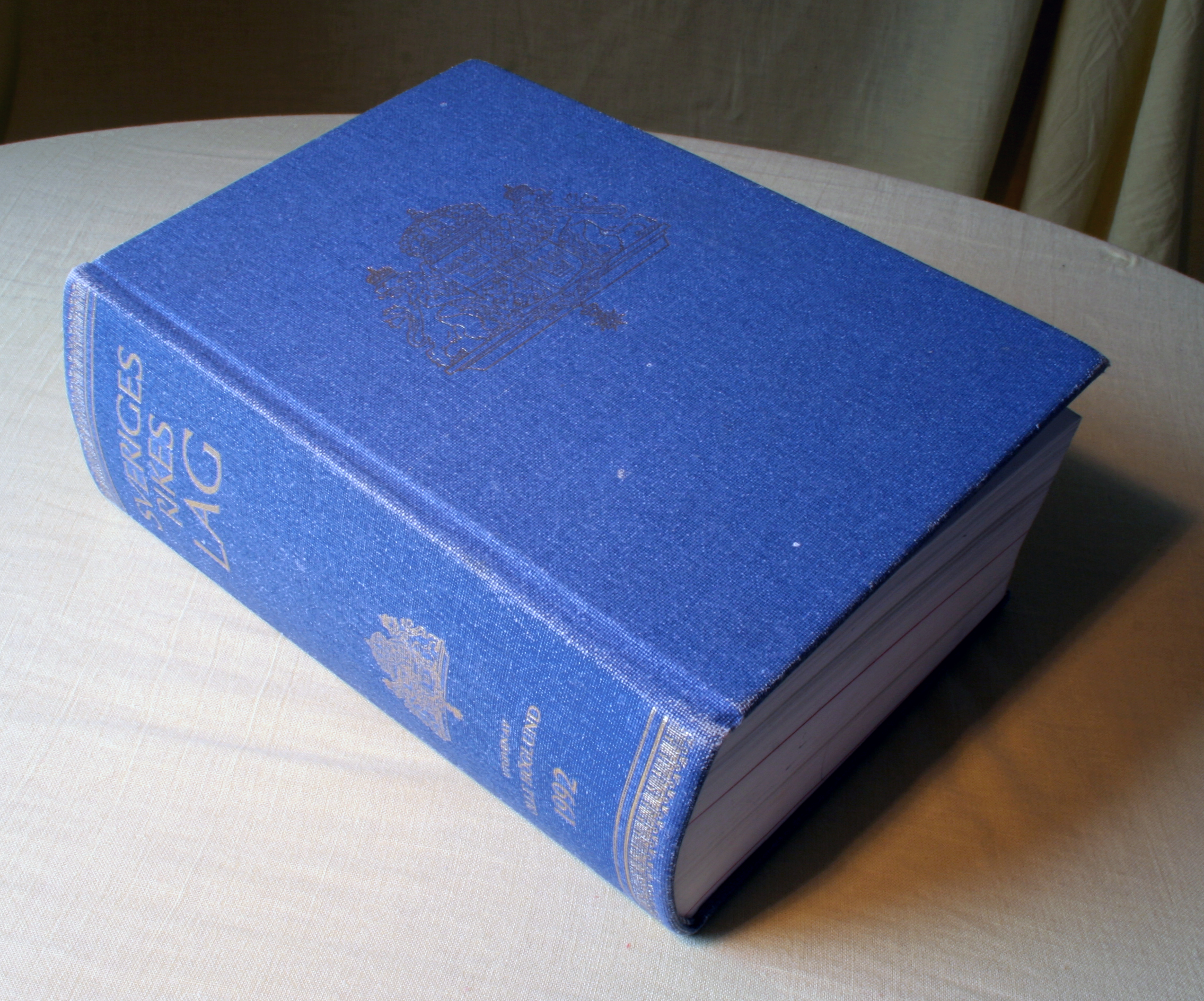
A Lei do Reino da Suécia

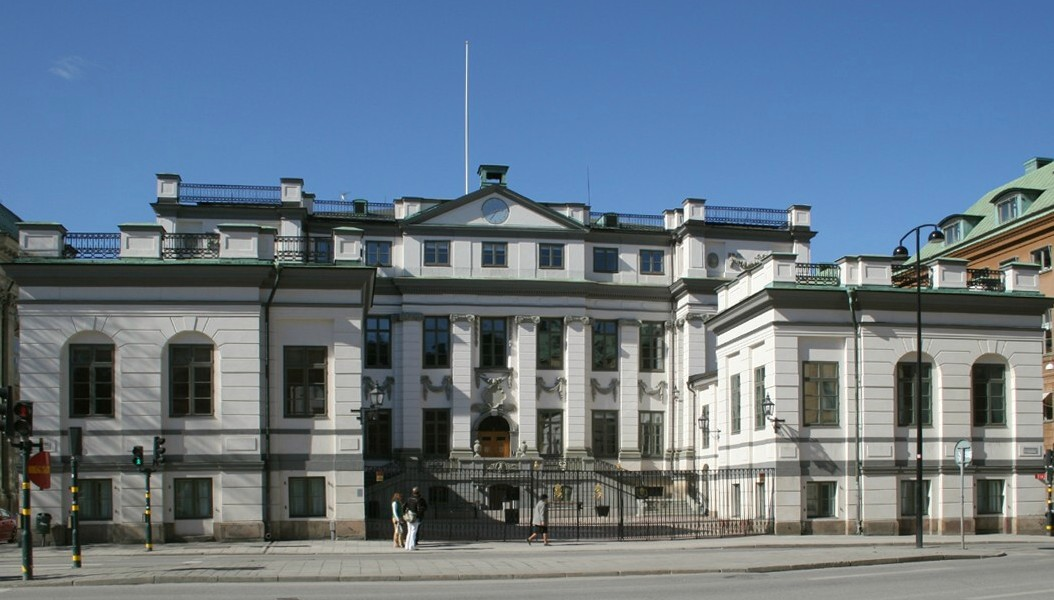
O Tribunal Supremo da Suécia em Estocolmo.

O sistema jurídico da Suécia está baseado nas leis e nos tribunais do país.

## Leis da Suécia
As leis da Suécia estão codificadas no Código das Leis da Suécia (em sueco:Svensk författningssamling) e acessíveis ao público no livro Lei do Reino da Suécia (em sueco: Sveriges Rikes Lag).

## Tribunais
Os tribunais suecos estão debaixo da égide do Ministério da Justiça (Justitiedepartementet).

Há dois tipos principais de tribunais:
- Tribunais gerais [6]
  - Tribunal Supremo da Suécia (Högsta Domstolen) - 3ª instância
  - 6 Tribunais de Apelação (Hovrätt) - 2ª instância
  - 48 Tribunais de Comarca (Tingsrätt) - 1ª instância
- Tribunais administrativos gerais
  - Tribunal Supremo Administrativo da Suécia (Högsta förvaltningsdomstolen)
  - 4 Tribunais Administrativos de Apelação (Kammarrätt)
  - 12 Tribunais Administrativos (Förvaltningsrätt)

Há ainda tribunais especiais, como por exemplo:
- Tribunal do Território e do Ambiente (Mark- och miljödomstol )
- Tribunal do Trabalho (Arbetsdomstolen)